# Erode
Erode är en stad vid Kaverifloden i den indiska delstaten Tamil Nadu och är centralort i ett distrikt med samma namn. Folkmängden uppgick till 157 101 invånare vid folkräkningen 2011, med förorter 521 891 invånare. Jordbruk och textilindustri är viktiga näringar. I denna stad föddes den framstående matematikern Srinivasa Aiyangar Ramanujan.